# Scotby
Scotby – wieś w Anglii, w Kumbrii, w dystrykcie (unitary authority) Cumberland. Leży 5 km na wschód od miasta Carlisle i 418 km na północny zachód od Londynu. W 2015 miejscowość liczyła 2261 mieszkańców. W latach 1870–1872 osada liczyła 520 mieszkańców.